# Sikorsky H-5
Sikorsky H-5, również S-51 – amerykański śmigłowiec opracowany przez firmę Sikorsky Aircraft jako większy następca śmigłowców Sikorsky R-4. W latach 1944–1951 wyprodukowano łącznie ponad 300 egzemplarzy w różnych odmianach. Produkowany również licencyjnie w Wielkiej Brytanii jako Westland WS-51 Dragonfly.

## Historia
Prace nad przyszłym S-51 rozpoczęto w 1943 roku. Wówczas ówczesne United States Army Air Forces (od 1947 roku USAF) rozpoczął poszukiwania nowego śmigłowca, który byłby większy i wydajniejszy niż używany wówczas prymitywny Sikorsky R-4. Projektanci zdecydowali się jednak wykorzystać doświadczenie zdobyte podczas projektowania i wdrażania modelu R-4.
18 marca 1943 oblatano prototypowy śmigłowiec oznaczony jako VS-327. Sikorsky nadał maszynie oznaczenie fabryczne S-48, zaś USAAF XR-5. Łącznie wybudowano pięć prototypów XR-5, które posłużyły do dalszego rozwoju konstrukcji. Podczas testów śmigłowiec okazał się być udaną, jak na ówczesne czasy, konstrukcją. W marcu 1944 roku zlecono wybudowanie dwudziestu sześciu egzemplarzy przedseryjnych do dalszych prób, które oznaczono jako XR-5A. Śmigłowce przedseryjne wyprodukowano w okresie od listopada 1944 roku do lipca 1945 roku.
Po wprowadzeniu maszyn do służby zmieniono im oznaczenie na R-5A. W 1944 roku Sikorsky otrzymał kontrakt na dostawę 100 egzemplarzy śmigłowców w odmianie ratowniczej R-5D. W wyniku zakończenia drugiej wojny światowej ukończono jedynie trzydzieści cztery egzemplarze. W toku służby śmigłowce R-5A, bazujące na prototypowych S-48 przechodziły liczne przebudowy. Wyprodukowano łącznie sześćdziesiąt pięć R-5 (S-48), z czego część maszyn zmodyfikowano do roli śmigłowca szkolnego R-5E oraz ratowniczego R-5D.
W toku dalszych prac rozwojowych zmodyfikowano projekt S-48 do ulepszonego modelu oznaczonego jako S-51. Wszedł do produkcji w 1947 roku. W odmianie S-51 wyprodukowano pozostałe śmigłowce. Na bazie S-51 stworzono kolejne odmiany. W toku służby, w związku ze zmianą oznaczeń śmigłowców stosowanych w USAAF, maszyna otrzymała nowe oznaczenie H-5.
Śmigłowce w pierwszej kolejności trafiły do służby w United States Army Air Forces, United States Marine Corps oraz United States Coast Guard. W 1946 roku opracowano odmianę S-51 na rynek cywilny. Śmigłowce szybko znalazły zastosowanie między innymi w amerykańskim urzędzie pocztowym. Rok później Sikorsky sprzedał licencję na produkcję S-51 w Wielkiej Brytanii. Za produkcję maszyn na wyspach pod oznaczeniem WS-51 Dragonfly odpowiadały zakłady Westland Aircraft.
Śmigłowce R-5/S-51 sprzedano do wielu różnych państw na świecie. Produkcja maszyn zakończyła się w 1951 roku wyprodukowaniem ponad 300 egzemplarzy w wielu odmianach, zarówno na rynek wojskowy jak i cywilny. Maszyny uczestniczyły w wojnie koreańskiej. W Stanach Zjednoczonych większość śmigłowców wycofano w 1957 roku, zaś ostatnie egzemplarze pośród użytkowników zagranicznych zakończyły służbę dopiero w latach 60. XX wieku.

## Konstrukcja
Śmigłowiec Sikorsky R-5 (H-5) był wielozadaniową maszyną do różnych zastosowań wojskowych i cywilnych. Jego kadłub składał się z trzech sekcji: aluminiowej kabiny z miejscami dla pilota i trzech pasażerów, środkowej części wykonanej ze stalowej ramy pokrytej łatwo demontowanymi panelami oraz sekcji ogonowej, która w późniejszych wersjach, takich jak S-51, była zbudowana z poszycia ze stopów magnezu. Całkowita długość śmigłowca wynosiła 17,4 m, a długość samego kadłuba to 12,5 m. Wysokość maszyny wynosiła 3,96 m.
Wirnik główny śmigłowca miał średnicę 14,63 m. Początkowo łopaty wykonane były z drewnianych dźwigarów i pokryte płótnem. W późniejszych modelach zastosowano całkowicie metalowe łopaty, co zwiększyło trwałość wirnika. Wirnik ogonowy miał średnicę 2,44 m. Składały się na niego z trzy łopaty z laminowanego drewna. W wersji H-5H zastosowano większy wirnik ogonowy o średnicy 2,67 m i metalowe łopaty.
Śmigłowiec był napędzany silnikiem Pratt & Whitney R-985 AN-5 o mocy 450 KM, zamontowanym poziomo pod środkową sekcją kadłuba. System chłodzenia znajdował się powyżej silnika, a sprzęgło odśrodkowe łączyło silnik ze skrzynią biegów. Zasięg śmigłowca wynosił 442 kilometry.
Maksymalna masa startowa śmigłowca wynosiła 2494 kg, zaś masa własna – 1837 kg. Maksymalna masa ładunku, jaki mógł być zabrany przez śmigłowiec, wynosiła 657 kg. Maszyny mogły być również wyposażone w wciągarkę ratunkową oraz dodatkowe zbiorniki paliwa. Prędkość maksymalna wynosiła 198 km/h, a prędkość wznoszenia sięgała 10,1 m/s. Maksymalny pułap operacyjny wynosił 4511 metrów, a pułap zawisu – 914 metrów.
Maszyna była ceniona za swoje możliwości operacyjne, szczególnie w ratownictwie i transportach wojskowych. Niektóre egzemplarze miały system nadmuchiwanych pływaków ratunkowych, opracowany przez amerykańską straż wybrzeża. Pływaki montowane wokół podwozia śmigłowca i w razie awarii mogły być napełnione powietrzem w ciągu 30 sekund, co umożliwiało bezpieczne wodowanie. To innowacyjne rozwiązanie sprawiło również, że śmigłowiec mógł skutecznie wykonywać misje ratownicze nad wodą, wodując na jej powierzchni.

### Wersje
Wersje produkcyjne śmigłowca Sikorsky R-5: 
- XR-5 – prototyp oparty na modelu VS-372, wyposażony w dwa miejsca i podwozie z kółkiem ogonowym, napędzany silnikiem Pratt & Whitney R-985-AN-5 o mocy 450 KM (340 kW). Zbudowano 5 egzemplarzy w 1943 roku.
- YR-5A – zmodernizowana wersja XR-5 z drobnymi modyfikacjami. Wyprodukowano 26 sztuk, w tym 2 dla marynarki wojennej Stanów Zjednoczonych jako HO2S-1.
- R-5A (H-5A) – produkcyjna wersja ratunkowa z miejscem na dwie nosze zewnętrzne. Zbudowano 34 egzemplarze. W późniejszych latach model został oznaczony jako H-5A.
- R-5D (H-5D) – zmodyfikowane R-5A z podwoziem przednim i wyciągarką ratunkową. W sumie powstało 20 egzemplarzy, które później zostały przemianowane na H-5D.
- YR-5E (YH-5E) – wersja R-5A wyposażona w podwójny układ sterowania na potrzeby szkolenia, przekształcono 5 egzemplarzy.
- R-5F (H-5F) – cywilna wersja S-51 z czterema miejscami. Wyprodukowano 11 sztuk.
- H-5G – czteromiejscowy wariant ratunkowy z dodatkowym wyposażeniem. Zbudowano 39 egzemplarzy w 1948 roku.
- H-5H – wersja H-5G doposażona w pływaki. Zbudowano 16 egzemplarzy w 1949 roku.
- HO2S-1 – dwie maszyny YR-5A dostarczone do marynarki wojennej Stanów Zjednoczonych i później przekazane straży wybrzeża.
- HO3S-1 – czteromiejscowa odmiana H-5F, zamówiona przez US Navy. Powstało 88 egzemplarzy.
- HO3S-1G – wersja HO3S-1 zbudowana dla US Coast Guard. Powstało 9 egzemplarzy.
- S-51 – cywilna wersja transportowa z czterema miejscami, pierwszy lot odbył się 16 lutego 1946 roku. Był to pierwszy śmigłowiec dopuszczony do użytku cywilnego.
- Westland WS-51 Dragonfly – licencyjna odmiana S-51 produkowana w Wielkiej Brytanii.

## Użytkownicy
Lista użytkowników śmigłowców Sikorsky R-5:
- Argentyna
- Australia
- Kanada
- Republika Chińska
- Francja
- Holandia
- Południowa Afryka
- Wielka Brytania
- Stany Zjednoczone

## Galeria

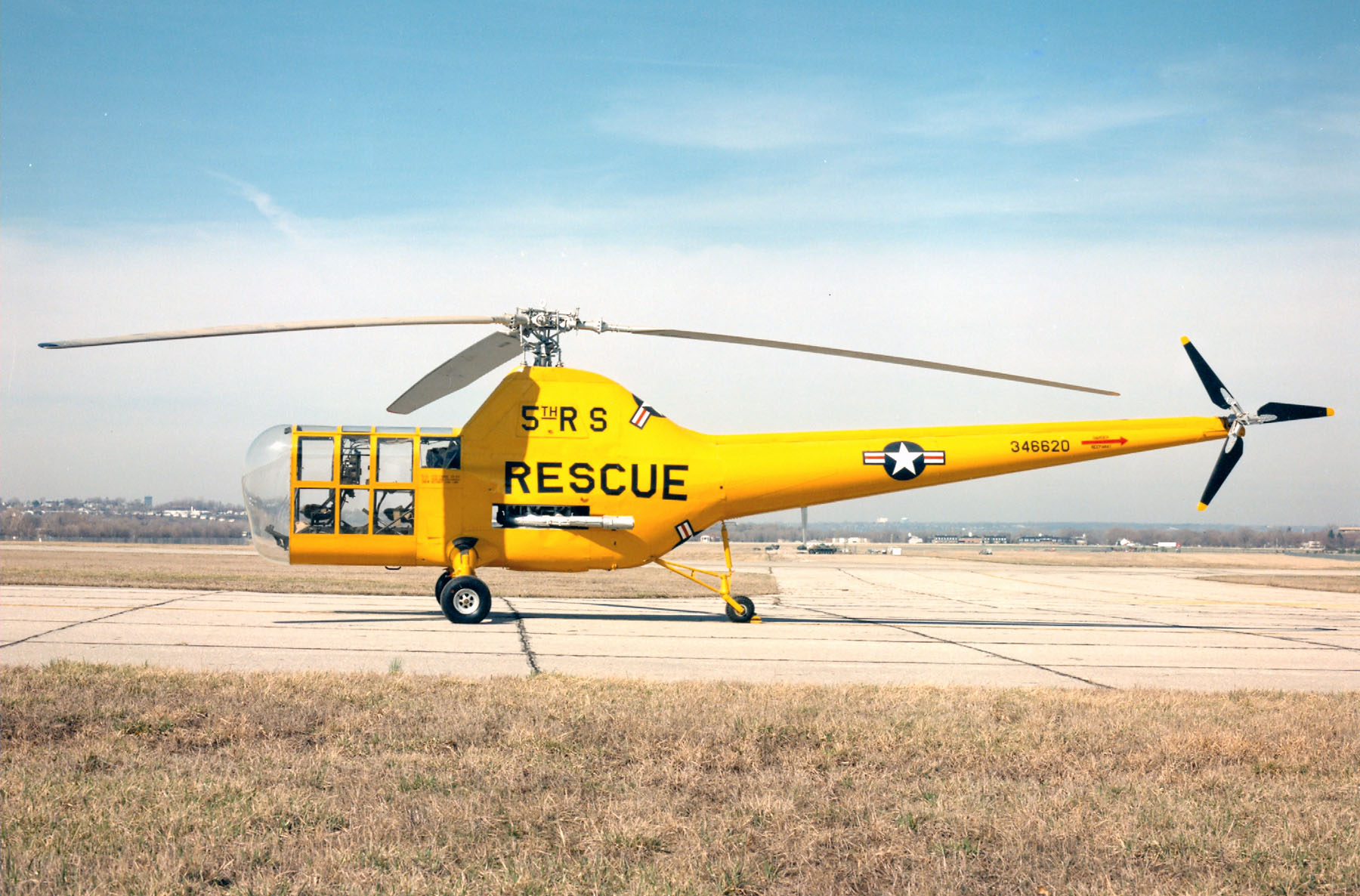
YH-5A
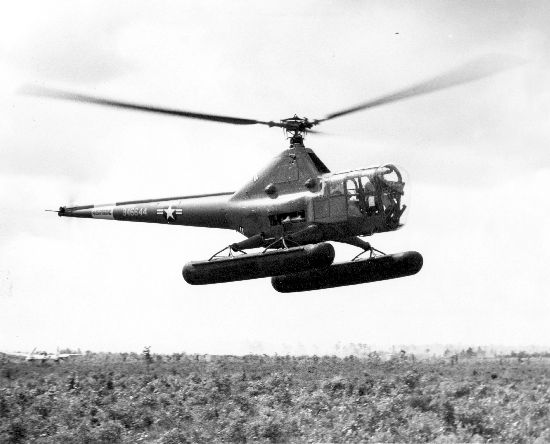
R-5F
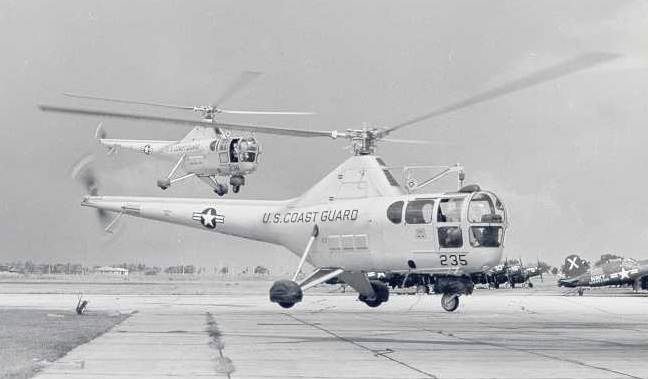
Śmigłowce R-5 amerykańskiej straży wybrzeża
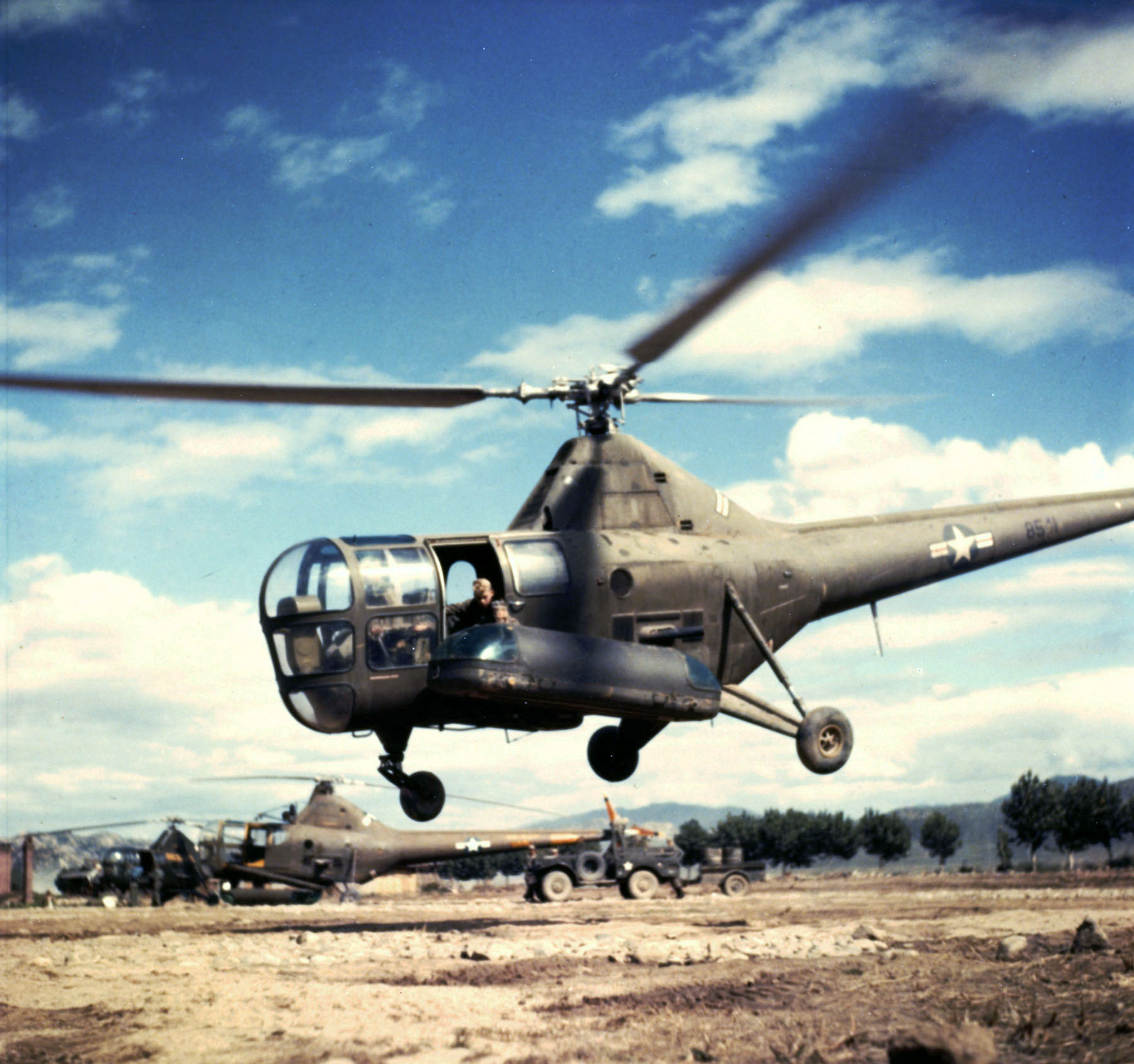
Śmigłowiec R-5 z podczepioną kapsułą do ewakuacji rannych
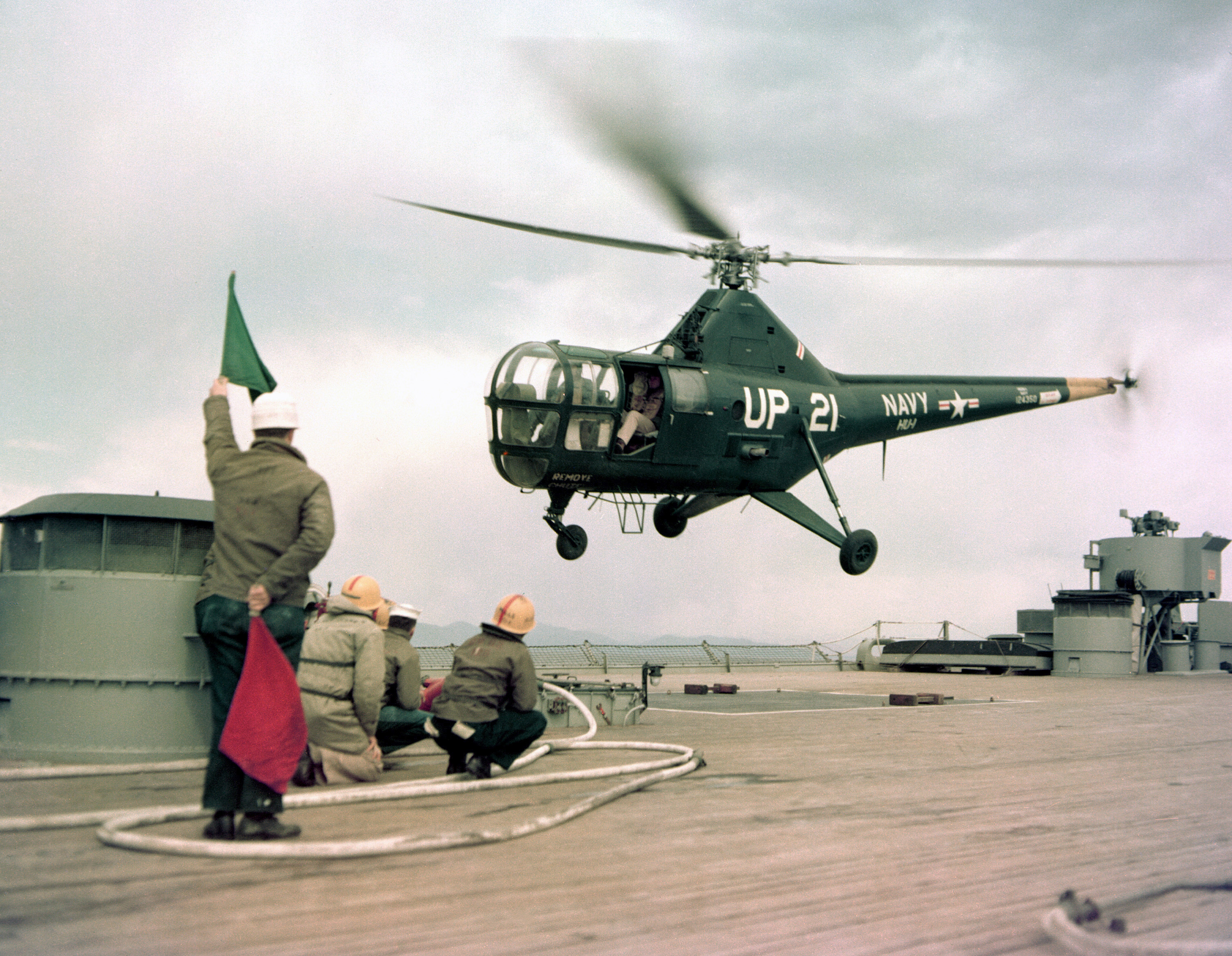
HO3S-1 lądujący na pokładzie pancernika USS „New Jersey” (BB-62)